# Nocona Athletic Goods Company
Nocona Athletic Goods Company (autrefois Nocona Leather Goods Company) est un équipementier sportif américain basé dans la ville de Nocona au Texas, aux États-Unis. Elle produit le gant de baseball Nokona.
Entreprise familiale fondée en 1926, elle est dirigée par la famille Storey et fabrique le gant Nokona depuis 1934. En 2017, la compagnie se targue d'être le seul fabricant américain de gants de baseball à fabriquer ses produits aux États-Unis.

## Histoire
Fondée en 1926, Nocona Leather Goods Company fabrique à l'origine des porte-monnaie et des sacs à main en cuir. Roberts Storey, ancien joueur de baseball à l'université Rice, entraîne la compagnie dans la production de gants de baseball.
Nocona vend depuis 1934 le gant de baseball qui fait sa renommée, le gant Nokona - qui s'épelle avec un « k » plutôt qu'un « c » car le bureau des brevets refuse à l'époque de la laisser enregistrer le nom d'une ville, en l'occurrence Nocona au Texas, où elle située.
Sans arrêter de fabriquer son produit le plus célèbre, Nocona a au fil des ans produit une gamme plus large d'équipement sportif. Elle débute en 1945 la production d'un ballon de football américain. La compagnie est considérée comme une pionnière dans l'élaboration d'un ballon à la forme plus allongée ayant eu un impact sur la pratique moderne de ce sport. Nokona cesse la production de ballons de football dans les années 1960.
Nocona est le principal fournisseur de gants de baseball aux militaires de l'Armée américaine pendant la Seconde Guerre mondiale et expédie quelque 250 000 gants par année durant cette période.
Nocona Leather Goods change sa dénomination pour Nocona Athletic Goods Company en 1956. La compagnie est en péril dans les années 1960 mais survit en allant à contre-courant des équipementiers concurrents tels Wilson ou Rawlings, qui déplacent leur production vers l'Asie ; Nocona, au contraire, persiste à produire ses gants de baseball dans son usine de la petite ville de Nocona.
En 2005, les 10 membres de la famille Storey qui sont copropriétaires de la société vendent 50 pour cent de leur compagnie à un groupe de 35 investisseurs de la région de Boston. L'objectif est pour Nocona Athletic Goods de faire une promotion agressive de ses produits, ce que l'entreprise familiale n'avait jamais réellement fait auparavant. Quelques joueurs des Ligues majeures de baseball (Jorge Cantú, Ryan Franklin, Todd Walker) sont à cette époque payés pour utiliser les gants Nokona. Une usine de bâtons de baseball est établie à Fall River au Massachusetts et trois joueurs du baseball majeur (Vladimir Guerrero, David Ortiz et Miguel Tejada) sont payés pour utiliser ces bâtons.
La malchance frappe le 18 juillet 2006 lorsque la vieille usine de la rue Walnut à Nocona est rasée par un incendie. Le feu cause environ 5 millions de dollars de dommages et est un coup dur pour une compagnie dont les ventes annuelles sont évaluées à l'époque à 6 millions de dollars. Relocalisée pour deux ans dans une ancienne usine de bottes, Nocona Athletic Goods relance immédiatement la production : un premier gant de baseball sort de l'usine 51 jours après l'incendie, et en novembre suivant 175 gants Nokona sont produits chaque jour, le même nombre qu'avant la catastrophe.
En 2007, Nocona est un commanditaire de la Ligue israélienne de baseball,.
L'homme à la tête du groupe d'investisseurs et du projet ambitieux lancé vers 2005, Buddy Lewis, admet quelques années plus tard l'échec d'un plan imparfait et mal exécuté, qui combiné à la Grande Récession accule Nokoma à la faillite en 2010. L'intervention de Cutter Gloves, qui achète des parts de l'entreprise, permet à celle-ci de survivre.
Nocona Athletic Goods employait 25 personnes et produisait environ 20 000 gants de baseball par an vers 2010. En 2017, l'entreprise emploie environ 35 personnes à son usine du Texas, d'où sortent annuellement quelque 40 000 gants - une infime partie des 6,2 millions de gants de baseball vendus chaque année aux États-Unis. En 2017, la compagnie se targue d'être le seul fabricant américain de gants de baseball à fabriquer ses produits aux États-Unis.
Même si elle ne peut se permettre de sponsoriser un grand nombre d'athlètes professionnels de la Ligue majeure (MLB) ou des ligues mineures afin d'accroître sa visibilité médiatique, Nocona Athletic Goods compte sur un admirateur de taille et porte-parole de renom en la personne de l'ancienne légende du baseball Nolan Ryan, dont le premier gant utilisé durant son enfance à Alvin (Texas) était un gant Nokona.
En 2017, l'usine où sont fabriqués les gants Nokona est située au 105, Clay Street, à Nocona, et il est possible pour un prix d'entrée de 5 dollars de visiter pour voir comment l'on fabrique ce que l'entreprise décrit comme le « dernier gant de baseball américain ».
Roberts Storey, qui lança la production d'équipement sportif chez Nocona dans les années 1930, dirige l'entreprise jusqu'à sa mort en 1980. Ses fils Jim et Bobby prennent la relève. Depuis le début des années 1990, Rob Storey, petit-fils du patriarche, dirige l'usine.